# Baron Samedi

Vevè di Baron Samedi

Baron Samedi (in francese lett. "barone sabato", pron. circa "baròn samdì"), è il nome con cui è più nota la divinità vudù Baron (anche Baron Cimetière, Baron La Croix, Baron Krimminel), uno dei Loa; egli è il traghettatore dei morti, spesso raffigurato con un cappello a cilindro bianco, un vestito nero, occhiali scuri e cotone infilato nelle narici, a rappresentare un cadavere pronto per la sepoltura secondo la maniera haitiana.

## Caratteristiche
Baron Samedi è un potente Loa e, come spirito dei morti, ha molta influenza sul mondo vivente. Egli custodisce i cimiteri e controlla i crocevia tra la terra e i morti, che condivide con Papa Legba. È noto per essere corrotto, osceno e dissoluto, con una particolare predilezione per il tabacco e rum. Inoltre egli è il Loa della resurrezione e per questa capacità è spesso chiamato per la guarigione da parte di coloro che sono vicini alla morte, in quanto è il solo barone che può accettare un individuo nel regno dei morti.
Baron Samedi trascorre la maggior parte del suo tempo nel regno invisibile degli spiriti vudù. È sposato con un altro spirito potente, conosciuto come Maman Brigitte, ma spesso insegue donne mortali. Ama fumare e bere ed è raramente visto senza sigaro in bocca o con un bicchiere di rum nelle sue dita ossute. Baron Samedi solitamente può essere trovato all'incrocio tra il mondo dei vivi e dei morti. Quando qualcuno muore e viene sepolto, egli ne scava la tomba e saluta la sua anima, quindi lo conduce agli inferi. Baron Samedi è richiesto per la protezione, la rimozione di maledizioni e magia negativa, così anche per dare forza, eccitazione e coraggio. Lui può aiutare nella comunicazione e connessione con gli antenati, parenti recentemente scomparsi e con gli spiriti sapienti dei morti.

## Storia
L'origine di tale divinità è dovuta al culto vudù del nuovo mondo, a seguito della deportazione di milioni di schiavi dalle coste dell'Africa, che hanno portato con sé le proprie credenze animiste; non ci sono infatti tracce di questa divinità nell'originario culto vudù africano.
Il dittatore di Haiti, François "Papa Doc" Duvalier, affermò ai propri sudditi di essere l'incarnazione di Baron Samedi e sfruttò molto spesso tale credenza per agire indisturbato con crudeltà, avvalendosi del timore reverenziale degli haitiani praticanti della religione vudù nei confronti del personaggio ultraterreno.

## Influenze nella cultura di massa
- Il personaggio è stato reso popolare in Occidente dal film del 1973 Agente 007 - Vivi e lascia morire dove è interpretato dall'attore Geoffrey Holder. La sua presenza nel film è sempre estremamente ambigua e spesso inquietante, e non è chiaro se il personaggio sia l'entità stessa o un essere umano che ha assunto l'identità del Baron Samedi. Rimane muto per tutto il film, salvo emettere una serie di inquietanti e maniacali risate in più occasioni, e un breve monologo con il protagonista, il quale non sembra riconoscerlo, sul fatto che sarà "una magniiiiifica giornata!" (a beauuuuutiful day!), al termine del quale avvisa altri antagonisti tramite una ricetrasmittente. Al Barone è dedicata l'ultima, iconica ripresa del film, che lo vede (presunto morto in precedenza) seduto in testa al treno su cui viaggiano 007 e Solitaire, che saluta il pubblico con una delle sue risate, prima di essere rimpiazzato da un teschio umano durante i titoli di coda.
- Questo misterioso personaggio appare anche con il nome di "Bones" nel videogioco James Bond 007: The Duel (1993), come antagonista in un livello bonus del celebre videogioco GoldenEye 007 (1997) e come personaggio per il multiplayer in vari altri videogiochi di James Bond.
- Il gruppo rock inglese The Pretty Things ha incluso nell'opera rock S.F. Sorrow una canzone intitolata Baron Saturday, che espressamente si richiama alla figura di Baron Samedi, non solo per il titolo ("Saturday" è la traduzione di Samedi) ma anche per il testo e le melodie.
- Il gruppo heavy metal italiano Death SS, ha composto una canzone dedicata all'oscuro Barone, contenuta nell'album Do What Thou Wilt.
- Il gruppo punk rock emiliano Not Moving incise nei primi anni ottanta un singolo con due pezzi di ispirazione vudù, Baron Samedi e Strange Dolls.
- Per il suo album Black Cat e il conseguente Black Cat World Tour, il bluesman italiano Zucchero Fornaciari ha ripreso, nell'abbigliamento e nel cappello, le fattezze della divinità[1].
- È presente nel 5º episodio della seconda stagione di American Gods.
- Appare nella 19ª puntata della quinta stagione di Supernatural, nell'episodio titolato "Il martello degli Dei".
- Appare sotto forma di "Wesen" nella serie Grimm tra la seconda e la terza stagione.
- Baron samedi è un personaggio giocabile nel videogioco Smite - Battleground of the gods
- "Baron Samedì" è il titolo di un album del 2006 del pianista e cantante blues Max Lazzarin, artista che ha dato un grande contributo alla diffusione del blues in Italia negli ultimi anni.
- Il gruppo heavy metal King Diamond gli ha dedicato una canzone, Cross of Baron Samedi dell'album Voodoo del 1998.
- Il personaggio di Baron Samedì è inoltre presente in alcuni episodi del fumetto Tex in diverse storie ambientate ad Haiti e a Nuova Orleans. Gli episodi furono editi da Sergio Bonelli Editore nella prima metà degli anni '70[2]
- Nella settima stagione della serie tv C'era una volta, uno degli antagonisti è il personaggio della foresta incantata Dr. Facilier, il cui nome della controparte nel mondo reale è Baron Samdi
- Nella serie tv Le terrificanti avventure di Sabrina in Stagione 4, episodio 6 ( "Capitolo trentaquattro: I ritornati"), Mambo Marie rivela di essere Baron Samedi.
- Nel videogioco World of Warcraft, nella regione di Zandalar, è presente l'NPC Bwonsamdi, presentato come Loa della morte e riferimento a Baron Samedi. I giocatori possono incontrarlo una volta rilasciato lo spirito dopo la morte del loro personaggio[3].
- Nel videogioco Smite, Moba multyplayer, Baron Samedì è un mago del controllo / supporto, in grado di stordire, grabbare nemici, e curare gli alleati.
- Il Baron Samedi è anche un personaggio del gioco di carte "Lupus in tabula" ed ha poteri simili a quelli della divinità.